# Tyrley
Tyrley var en civil parish 1866–1984 när det uppgick i Loggerheads, i distriktet Newcastle-under-Lyme, i grevskapet Staffordshire i England. Civil parish var belägen 19 km från Newcastle-under-Lyme och hade 1 091 invånare år 1961. Byn nämndes i Domedagsboken (Domesday Book) år 1086, och kallades då Tirelire.